# 金山町立金山中学校 (山形県)
金山町立金山中学校（かねやまちょうりつ かねやまちゅうがっこう）は、山形県最上郡金山町にある公立中学校。

## 沿革
- 1947年（昭和22年）5月3日 - 創立（校舎は小学校体育館を仮教室、西校舎と合わせ8学級）
- 1959年（昭和34年）8月16日 - 校舎完成
- 1992年（平成4年）3月15日 - 新校舎建築完成
- 1998年（平成10年）4月1日 - 金山高校（現在の新庄南高校金山校）との中高一貫教育開始

## 学区
- 金山町全域

## 連携型中高一貫校
- 連携高校
  - 山形県立新庄南高校金山校